# La Grava
La Grava (en francès Lagrave) és un municipi francès situat al departament del Tarn i a la regió d'Occitània.

## Demografia
| 1962                                       | 1968 | 1975 | 1982 | 1990 | 1999  | 2006  |
| ------------------------------------------ | ---- | ---- | ---- | ---- | ----- | ----- |
| 561                                        | 618  | 630  | 816  | 940  | 1.264 | 1.661 |
| Des de 1962: població sense dobles comptes |      |      |      |      |       |       |

## Administració
| Període | Identitat  | Partit        |
| ------- | ---------- | ------------- |
| 2001-   | Max Moulis | Divers gauche |